# Weißbierpils
Als Weißbierpils bezeichnet man eine Kombination aus Weizenbier und Pilsner Bier, die entweder in nur einem Brauvorgang hergestellt wird oder aber durch Mischen zweier fertig gebrauter Sorten erreicht wird. Hierbei wird der fruchtig-würzige Geschmack von Weißbier mit dem herben Geschmack von Pils kombiniert.
Bei der Herstellung in nur einem Brauvorgang erfolgt die Zusammenführung beider Sorten kurz vor Abschluss der Gärung in einem gemeinsamen Gärtank.
Dies ist technisch anspruchsvoller, da Weizenbier zur Vergärung obergärige Hefe benötigt, während Pilsener mit untergäriger Hefe vergoren wird.